# 宇都宮市立宮の原中学校
宇都宮市立宮の原中学校（うつのみやしりつ みやのはらちゅうがっこう）は、栃木県宇都宮市鶴田町にある公立中学校。

## 概要
- 略称は宮中（みやちゅう）
- 生徒数　678人（2021年1月16日時点）

## 沿革
- 1963年（昭和38年）4月1日 - 宇都宮市宮原町（現・宇都宮市立宮の原小学校の場所）に宇都宮市立宮の原中学校として設立
- 1970年（昭和45年）4月1日 - 現在地に移転を完了
- 1971年（昭和46年）2月 - 新校舎落成式挙行
- 1976年（昭和51年）4月 - 校旗の樹立
- 1981年（昭和56年）1月 - 給食開始
- 1987年（昭和62年）12月 - 西校舎新築落成
- 1993年（平成5年）10月 - 体育館完工
- 2007年（平成19年） - 仮校舎を解体
- 2016年（平成28年）4月 - 学校指定品の運動用体育着を改定[3]。

## 教育目標

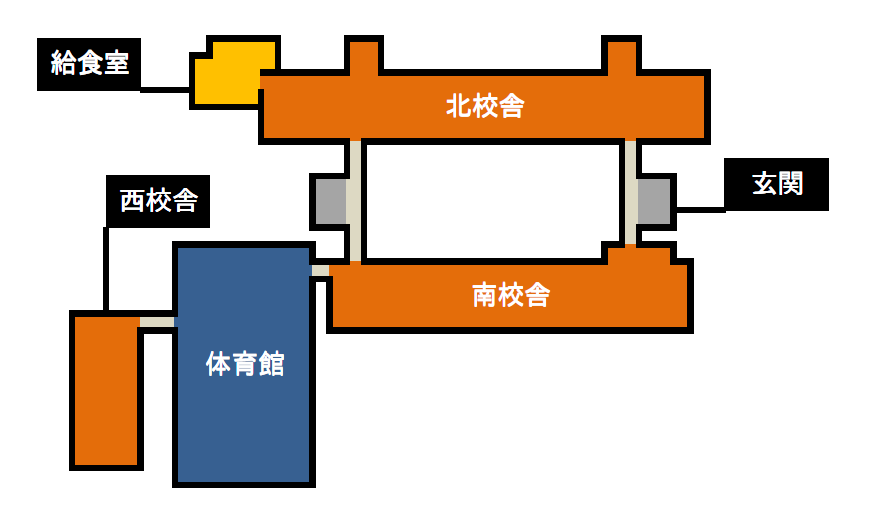
校舎配置図

- 基本目標「未来を拓く日本人を育てる」
- 具体目標
  - 創造性に富む人
  - 心豊かな人
  - 最善を尽くす人
- 校訓
  - 自主創造

## 学校生活
宮中農業体験学習があり、農地を借り受けて毎年野菜を栽培し、給食にも利用されている。

## 部活動
新入生の9割以上が何かしらの部活動に加入する。希望する部活動が本校で行われていないため、他校の生徒に混ざって活動している生徒もいる。
- 運動系部活動[4]
  - 野球部
  - 陸上競技部
  - バスケットボール部（男・女）
  - バレーボール部（男・女）
  - ソフトテニス部（男・女）
  - サッカー部
  - 卓球部
  - 剣道部
  - 弓道部
  - 水泳部
- 文化系部活動
  - 吹奏楽部
  - 科学部
  - 演劇部
  - 美術部

## 通学区域
姿川第二小学校の全域、富士見小学校・宮の原小学校・明保小学校の一部が、通学区域にあたる。
- 宇都宮市[5]
  - 上欠町の一部
  - 下砥上町の一部
  - 滝の原1丁目、2丁目の一部、3丁目の一部
  - 鶴田町の一部
  - 鶴田2丁目の一部、3丁目の一部
  - 砥上町

## 交通
- JR日光線鶴田駅より北へ約0.9km
- 関東バス鶴田神社前バス停より南へ約0.5km

### 通学方法
原則として徒歩だが、通学距離が1.7km以上の場合は、自転車通学が許可される。